# Epimecis jamaicaria
Epimecis jamaicaria är en fjärilsart som beskrevs av Charles Oberthür 1913. Epimecis jamaicaria ingår i släktet Epimecis och familjen mätare. Inga underarter finns listade i Catalogue of Life.